# نمذجة الاختيار
نمذجة الاختيار (بالإنجليزية: Choice modelling) هو عملية اتخاذ القرار لفرد أو شرائح من خلال التفضيلات الظاهرة أو التفضيلات المعلنة التي تتم في سياق أو سياقات معينة. عادةً، يتم محاولة استخدام خيارات منفصلة (أ فوق ب، ب على أ، ب، ج) من أجل استنتاج مواضع العناصر (أ، ب، ج) على نطاق كامن ذي صلة (عادة «فائدة» في الاقتصاد ومختلف حقول ذات صله). في الواقع توجد العديد من النماذج البديلة في الاقتصاد القياسي والتسويق والقياس الاجتماعي والمجالات الأخرى، بما في ذلك تعظيم المنفعة، والتحسين المطبق على نظرية المستهلك، وعدد كبير من استراتيجيات التعريف الأخرى التي قد تكون أكثر أو أقل دقة اعتمادًا على البيانات والعينة والفرضية والخاصة القرار على غرار. بالإضافة إلى ذلك، تعتبر نمذجة الاختيار الطريقة الأكثر ملاءمة لتقدير استعداد المستهلكين للدفع مقابل تحسينات الجودة في أبعاد متعددة.